# Židovský hřbitov v Dambořicích
Židovský hřbitov v Dambořicích v okrese Hodonín je jedním z nejstarších na Moravě a je od roku 1958 chráněn jako nemovitá kulturní památka České republiky.

## Historie a popis
Hřbitov byl založen zřejmě do počátku 17. století a nachází se asi 300 m na severovýchod od centra obce Dambořice ve svahu nad obcí, asi 100 m severovýchodně od kostela, v sousedství místního křesťanského hřbitova.
Na ploše 3496 m2 se dochovalo kolem čtyř set náhrobních kamenů (macev) s nejstarším dochovaným z roku 1657 (jiný zdroj uvádí rok 1700). Nejstarší náhrobky, zhotovené z vápence, žuly, pískovce a mramoru, jsou i zde obvykle zakončeny půlkružnicí a zdobí je reliéfní kamenická práce se symboly (například ruce kohenů, levitské nádoby, věnec, strom, lev či koruna) a hebrejskými nápisy, kdežto náhrobky novější jsou popsány v němčině, méně často v jazyce českém. V centru areálu na tzv. rabínském vršku byly pohřbívány významné osoby.
Poslední obřad zde proběhl v roce 1940, ve stejném roce přestala existovat i dambořická židovská komunita.
Márnice s vozovnou, jež stávala u vchodu, byla zbořena roku 1960.

### 21. století
Od roku 2006 prochází zdejší hřbitov postupnou rekonstrukcí. V roce 2012 se náhrobky umístily v seznamu Nejlépe opravených památek Jihomoravského kraje v kategorii Díla výtvarného umění.